# Diaphorina punctulata
Diaphorina punctulata är en insektsart som först beskrevs av Franklin William Pettey 1924.  Diaphorina punctulata ingår i släktet Diaphorina och familjen rundbladloppor. Inga underarter finns listade i Catalogue of Life.